# Workington
Workington er en by i Allerdale-distriktet, Cumbria, England, med et indbyggertal (pr. 2015) på 22.113. Byen ligger 418 km fra London.